# Seticosta aeolozona
Seticosta aeolozona är en fjärilsart som beskrevs av Edward Meyrick 1926. Seticosta aeolozona ingår i släktet Seticosta och familjen vecklare. Inga underarter finns listade i Catalogue of Life.